# Lista de vereadores de Sumidouro
Esta é a lista de vereadores de Sumidouro, município brasileiro do estado do Rio de Janeiro.
A Câmara Municipal de Sumidouro é formada por nove representantes.

## Legislatura de 2021–2024
Estes são os vereadores eleitos nas eleições de 15 de novembro de 2020, pelo período de 1° de janeiro de 2021 a 31 de dezembro de 2024:
| Mesa Diretora (2021-2022)     |                       |                        |                           |
| Nome                          | Início do mandato     | Fim do mandato         | Cargo                     |
| José Amarildo Pimentel (PTB)  | 1º de janeiro de 2021 | 31 de dezembro de 2022 | Presidente da Câmara      |
| André Ricardo Ribeiro (PTB)   | 1º de janeiro de 2021 | 31 de dezembro de 2022 | Vice-presidente da Câmara |
| Breno Brugger Mattos (PTB)    | 1º de janeiro de 2021 | 31 de dezembro de 2022 | 1º Secretário             |
| Geovanni Damião Castilho (PP) | 1º de janeiro de 2021 | 31 de dezembro de 2022 | 2º Secretário             |

|   | Nome                                                                 | Partido                              | Votos | %    | Observações |
| - | -------------------------------------------------------------------- | ------------------------------------ | ----- | ---- | ----------- |
| 1 | José Amarildo Pimentel (2021-2022) (Sumidouro, 10.02.1971–)          | Partido Trabalhista Brasileiro (PTB) | 818   | 7,09 | 2º mandato  |
| 2 | Breno Brugger Mattos, Breno Enfermeiro (Sumidouro, 26.08.1993–)      | Partido Trabalhista Brasileiro (PTB) | 783   | 6,79 | 1º mandato  |
| 3 | André Ricardo Ribeiro, André Manzate (Sumidouro, 05.08.1975–)        | Partido Trabalhista Brasileiro (PTB) | 608   | 5,27 | 1º mandato  |
| 4 | José Carlos da Rocha, Carlinho Rocha (Sumidouro, 08.08.1957–)        | Partido Social Liberal (PSL)         | 504   | 4,37 | 1º mandato  |
| 5 | Geilson Jasmim Lampa (Sumidouro, 17.06.1981–)                        | Partido Social Democrático (PSD)     | 461   | 4,00 | 1º mandato  |
| 6 | Valtair Faustino da Cunha (Sumidouro, 13.03.1964–)                   | Progressistas (PP)                   | 448   | 3,88 | 2º mandato  |
| 7 | Cláudio Moisés Moreira, Claudinho Moreira (Teresópolis, 11.08.1966–) | Partido Social Liberal (PSL)         | 424   | 3,68 | 1º mandato  |
| 8 | Geovanni Damião Castilho (Sumidouro, 13.03.1970–)                    | Progressistas (PP)                   | 407   | 3,53 | 1º mandato  |
| 9 | Haroldo Suraty Gonçalves (Nova Friburgo, 09.12.1953–)                | Partido Social Democrático (PSD)     | 341   | 2,96 | 2º mandato  |

## Legislatura de 2017–2020
Estes são os vereadores eleitos nas eleições de 2 de outubro de 2016, pelo período de 1° de janeiro de 2017 a 31 de dezembro de 2020:
|   | Nome                                                             | Partido                                            | Votos | %    | Observações |
| - | ---------------------------------------------------------------- | -------------------------------------------------- | ----- | ---- | ----------- |
| 1 | Wendel Leal do Canto, Dedeu (Sumidouro, 23.04.1978–)             | Partido Progressista (PP)                          | 829   | 7,26 | 1º mandato  |
| 2 | Wanderlei de Lima Silva, Lelei (Sumidouro, 31.12.1967–)          | Partido Trabalhista Brasileiro (PTB)               | 777   | 6,81 | 1º mandato  |
| 3 | Haroldo Suraty Gonçalves (Sumidouro, 09.12.1953–)                | Partido Progressista (PP)                          | 762   | 6,68 | 1º mandato  |
| 4 | Rondineli Tomaz da Costa (2017-2020) (Sumidouro, 24.06.1977–)    | Partido Progressista (PP)                          | 724   | 6,34 | 1º mandato  |
| 5 | José Carlos da Rocha, Carlim Rocha (Rio de Janeiro, 08.08.1957–) | Partido do Movimento Democrático Brasileiro (PMDB) | 710   | 6,22 | 1º mandato  |
| 6 | Aldicea Charles Mattar (Rio de Janeiro, 16.04.1956–)             | Partido Social Democrático (PSD)                   | 590   | 5,17 | 1º mandato  |
| 7 | Fabiano Veiga Angote, Fabinho (Rio de Janeiro, 22.03.1984–)      | Partido Social Democrático (PSD)                   | 496   | 4,35 | 1º mandato  |
| 8 | Valtair Faustino da Cunha (Rio de Janeiro, 13.03.1964–)          | Partido Trabalhista Brasileiro (PTB)               | 453   | 3,97 | 1º mandato  |
| 9 | José Amarildo Pimentel (Sumidouro, 10.02.1971–)                  | Partido Trabalhista Brasileiro (PTB)               | 358   | 3,14 | 1º mandato  |

## Legenda
| Cor  | Significado          |
| Bege | Presidente da Câmara |
| Azul | Suplente             |